# Noctua
Pour les articles homonymes, voir Noctua (homonymie).
Genre
Le  genre Noctua regroupe des lépidoptères (papillons) nocturnes de la famille des Noctuidae, sous-famille des Noctuinae, tribu des Noctuini, sous-tribu des Noctuina.

## Dénomination
- Le  genre Noctua a été décrit par le naturaliste suédois Carl von Linné en 1758[1].
- L'espèce de référence pour le genre est Noctua pronuba (Linné, 1758)

### Synonymie
- Noctuella (Rafinesque, 1815)[2]
- Nyctemia (Rafinesque, 1815)
- Triphaena (Ochsenheimer, 1816)[3]
- Lampra (Hübner, 1821)[4]
- Euschesis (Hübner, 1821)
- Xanthoptera (Sodoffsky, 1837)[5]
- Paranoctua (Beck, Kobes & Ahola, 1993)[6]
- Latanoctua (Beck, Kobes & Ahola, 1993)
- Internoctua (Beck, Kobes & Ahola, 1993)

## Taxinomie
Liste des espèces
- Noctua atlantica (Warren 1905)
- Noctua carvalhoi (Pinker 1983)
- Noctua comes (Hübner 1813) - la Hulotte
- Noctua fimbriata (Schreber 1759) - la Frangée
- Noctua interjecta (Hübner 1803)
- Noctua interposita (Hübner 1790)
- Noctua janthe (Borkhausen 1792)
- Noctua janthina (Denis & Schiffermüller 1775) - le Casque
- Noctua noacki (Boursin 1957)
- Noctua orbona (Hufnagel 1766)
- Noctua pronuba (Linnaeus 1758) - la Fiancée, espèce type pour le genre
- Noctua teixeirai (Pinker 1971)
- Noctua tertia (Mentzer et al. 1991)
- Noctua tirrenica (Biebinger, Speidel & Hanigk 1983)
- Noctua undosa (Leech, 1889)
- Noctua warreni (Lödl 1987)

## Galerie

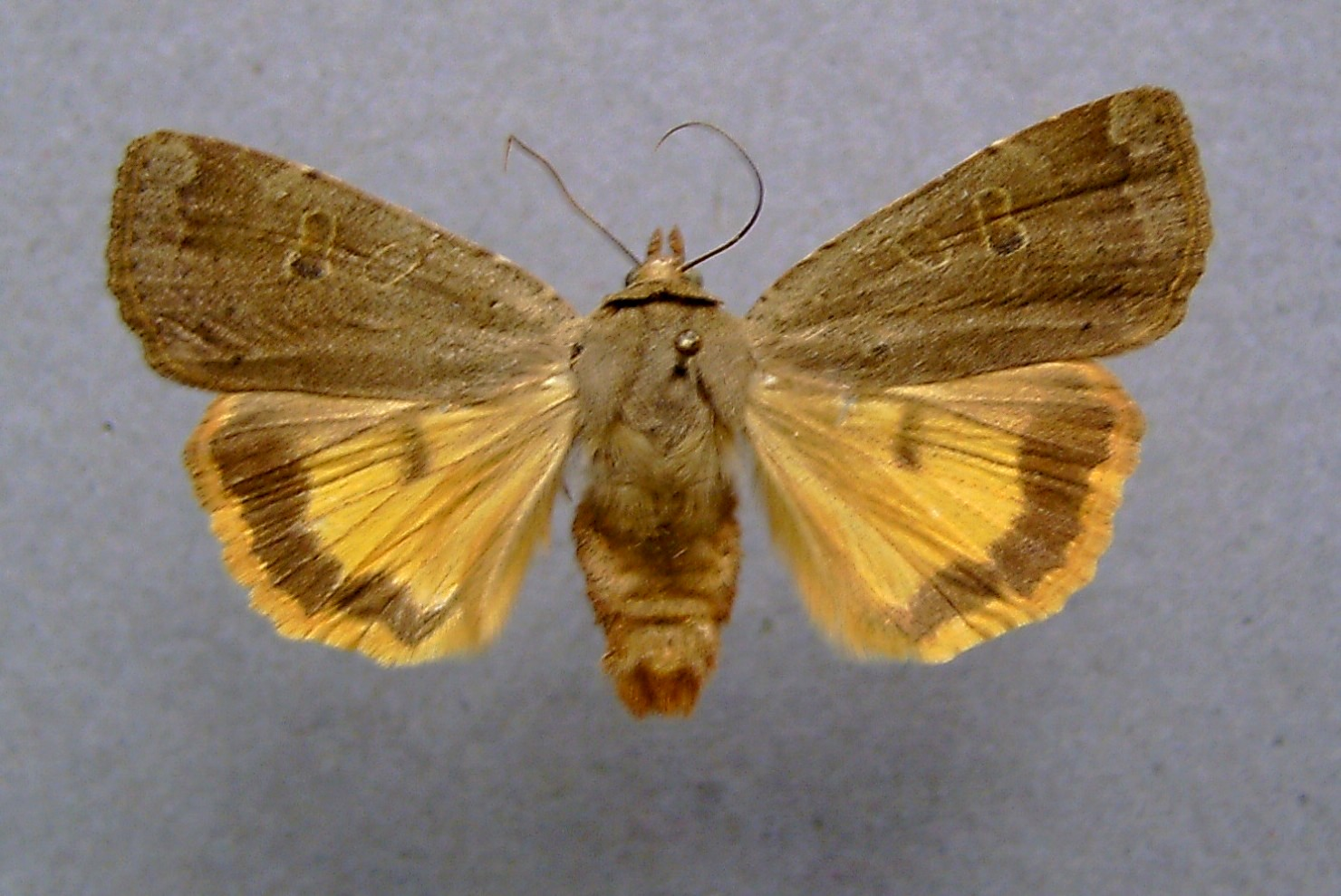
Noctua comes
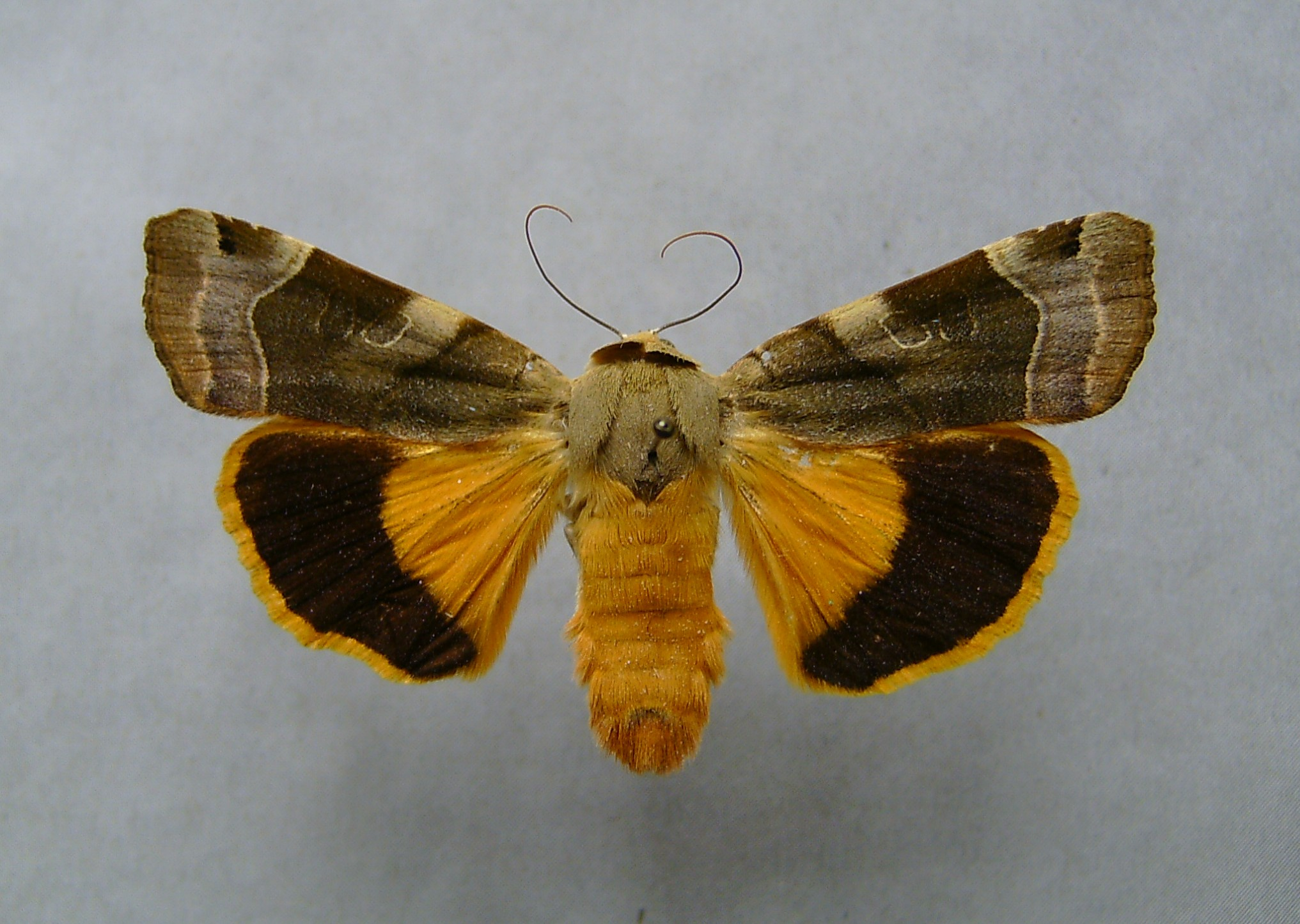
Noctua fimbriata
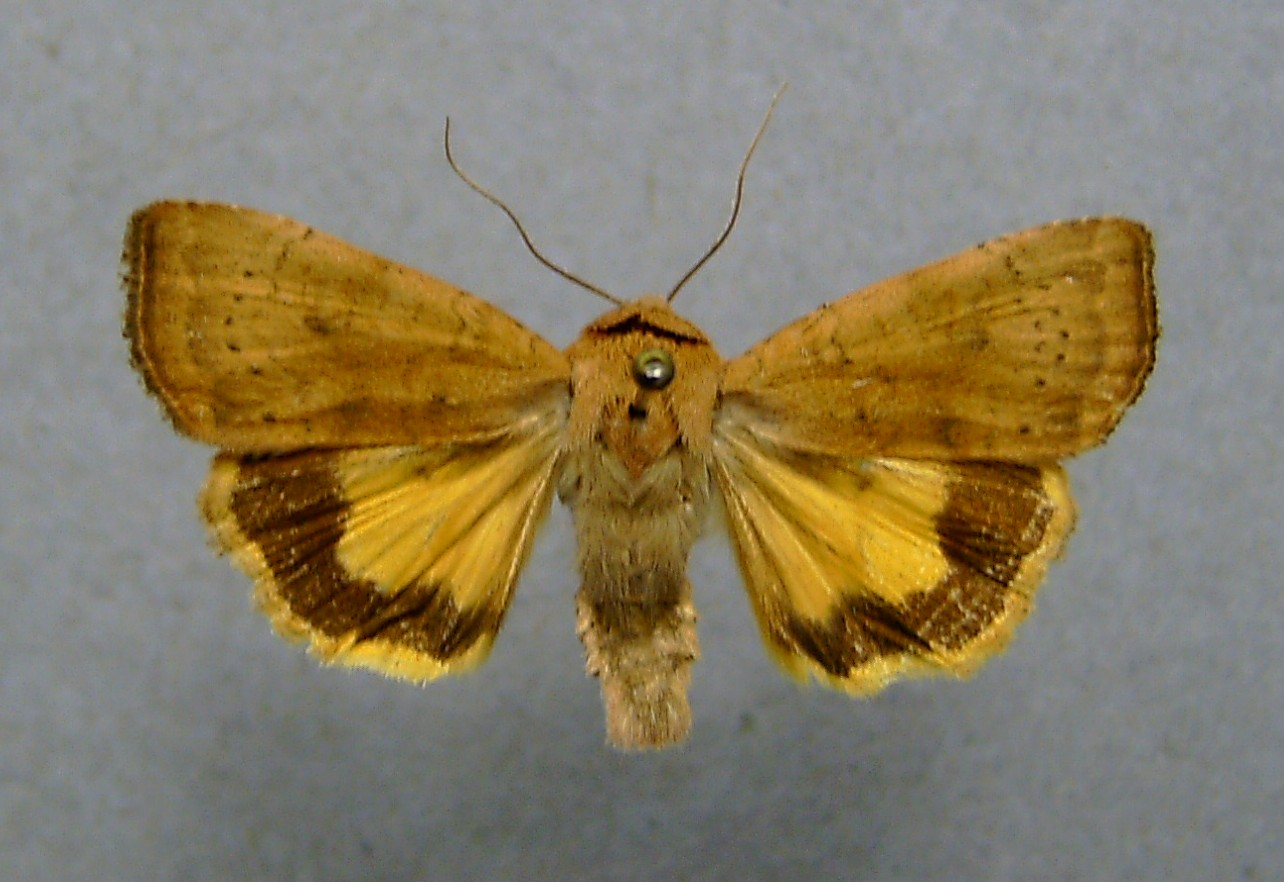
Noctua interjecta
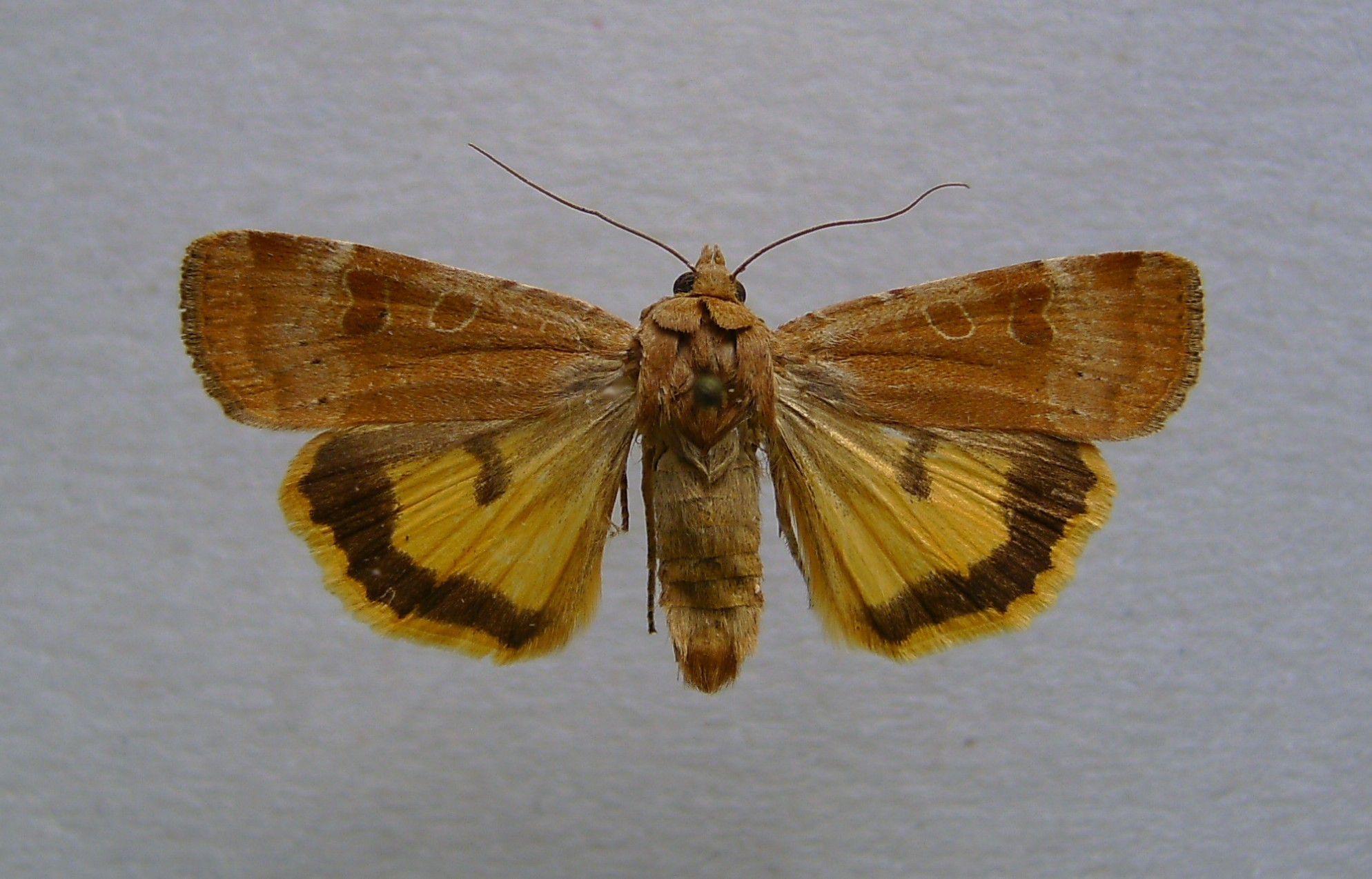
Noctua interposita
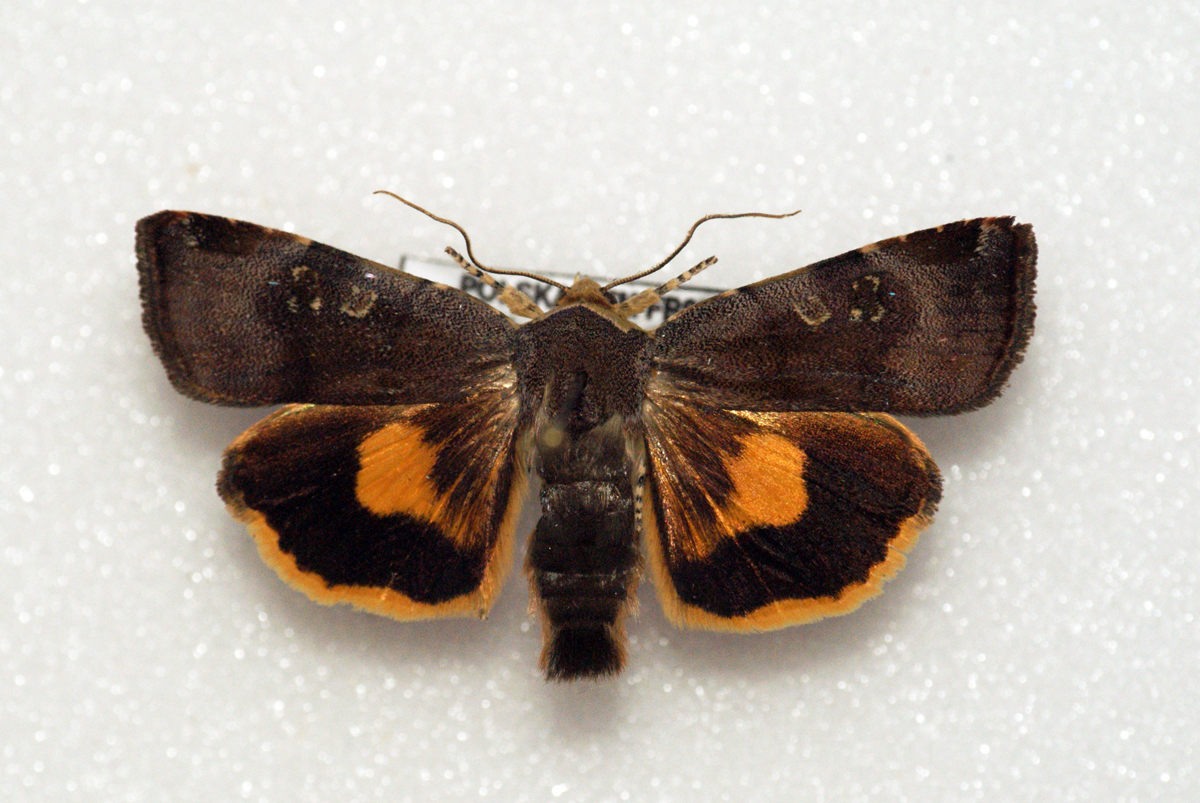
Noctua janthina
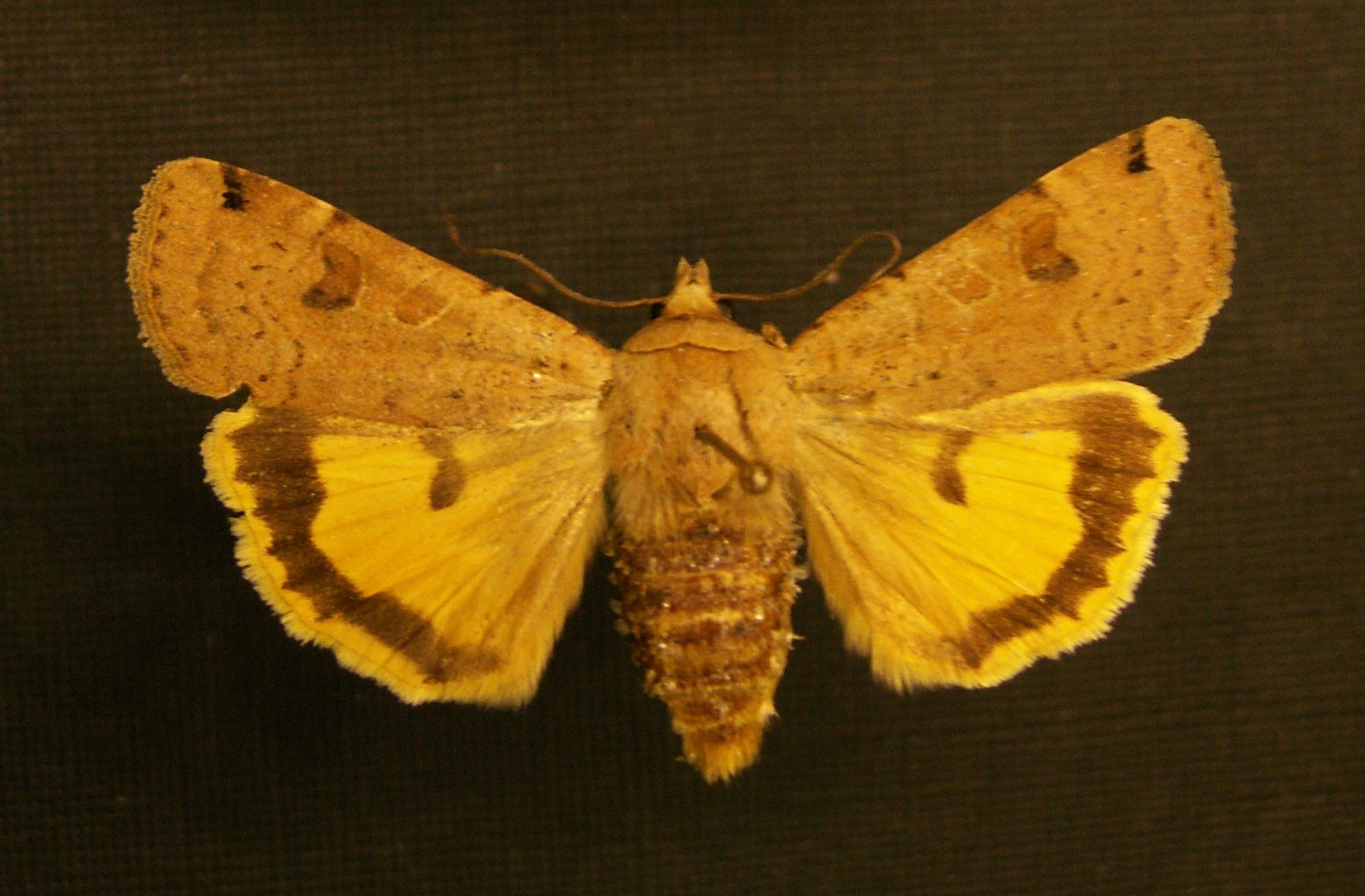
Noctua orbona
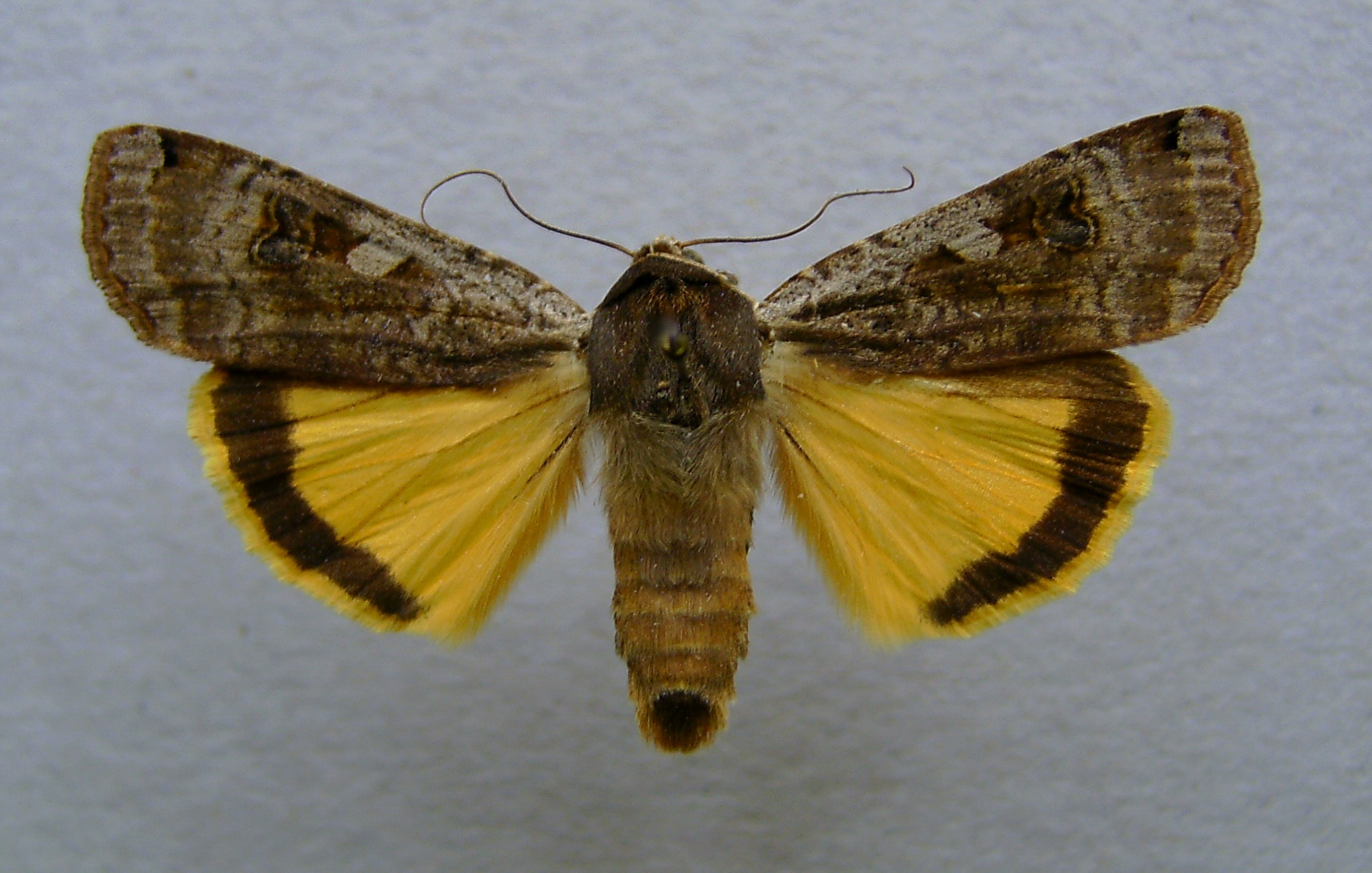
Noctua pronuba